# Synopeas osgoodi
Synopeas osgoodi är en stekelart som beskrevs av Macgown 1974. Synopeas osgoodi ingår i släktet Synopeas och familjen gallmyggesteklar. Inga underarter finns listade i Catalogue of Life.